# Brian Poole

Plattenlabel der Single Twist and Shout

Brian Poole (* 3. November 1941 in Dagenham) ist ein britischer Popsänger, der in den 1960er Jahren zusammen mit The Tremeloes erfolgreich war.

## Biografie
1958 gründete der Metzgerssohn mit einigen Schulkameraden die Musikgruppe ‚Brian Poole & the Tremeloes‘. Die Formation spielte vor allem als Coverband in den englischen Clubs. 1962 kam sie zu ihrem ersten Plattenvertrag, wobei sich Decca damals für sie und gegen die Beatles entschied. Mit einer Coverversion von Twist and Shout erreichte sie im Juni 1963 auf Anhieb Platz 4 in Großbritannien. Mit der Nachfolgesingle Do You Love Me, im Original ein US-R&B-Hit von The Contours, hatte die Band einen dreiwöchigen Nummer-eins-Hit.
Obwohl sie auch mit weiteren Coversongs in ihrer Heimat erfolgreich waren, z. B. mit den Top-Ten-Hits Candy Man und Someone, Someone, kam die Auslandskarriere der Gruppe insbesondere in den USA nicht voran. 1966 trennte sich dann Brian Poole von den Tremeloes und versuchte sich als Solokünstler, allerdings war ihm dabei kein Erfolg beschieden und so zog er sich aus dem Musikgeschäft in die Familienmetzgerei zurück. Sehr viel erfolgreicher verlief dagegen die weitere Karriere der Tremeloes, mit denen Poole hin und wieder auf Oldiefestivals auftritt.
Ende der 1990er machten Pooles Töchter Karen und Shellie als Alisha’s Attic von sich reden.

## Diskografie

### Alben
- 1963: Big Hits of ’62 (Brian Poole & the Tremeloes; London 501)
- 1963: Twist and Shout (Brian Poole & the Tremeloes; Decca 4550)
- 1965: It’s About Time (Brian Poole & the Tremeloes; Decca 4685)
- 1965: Brian Poole Is Here! (Brian Poole & the Tremeloes; Audio Fidelity 2151)
- 1987: Souvenir Album (mit Electrix; kein Label)

### Kompilationen
- 1974: Do You Love Me (Brian Poole & the Tremeloes; Decca 829)
- 1975: The Best Of (Brian Poole & the Tremeloes; Bellaphon 15121)
- 1977: Remembering … Brian Poole and the Tremeloes (Brian Poole & the Tremeloes; Decca REM 5)
- 1982: Twist and Shout (Brian Poole & the Tremeloes; Decca TAB 42)
- 2013: Live at the BBC 1964–67 (Brian Poole & the Tremeloes; BGO Records 1100)

### Singles
| Jahr | Titel Album                       | Höchstplatzierung, Gesamtwochen, AuszeichnungChartplatzierungen (Jahr, Titel, Album, Platzierungen, Wochen, Auszeichnungen, Anmerkungen) | Höchstplatzierung, Gesamtwochen, AuszeichnungChartplatzierungen (Jahr, Titel, Album, Platzierungen, Wochen, Auszeichnungen, Anmerkungen) | Höchstplatzierung, Gesamtwochen, AuszeichnungChartplatzierungen (Jahr, Titel, Album, Platzierungen, Wochen, Auszeichnungen, Anmerkungen) | Anmerkungen |
| Jahr | Titel Album                       | DE | UK | US | Anmerkungen |
| ---- | --------------------------------- | --- | --- | --- | --- |
| 1963 | Twist and Shout                   | DE10 (28 Wo.)DE | UK4 (14 Wo.)UK | — | Erstveröffentlichung: Juni 1963 Brian Poole and the Tremeloes Autoren: Bert Russel, Phil Medley Original: The Top Notes, 1961                                                   |
| 1963 | Do You Love Me?                   | — | UK1 (14 Wo.)UK | — | Erstveröffentlichung: 6. September 1963 Brian Poole and the Tremeloes Autor: Berry Gordy Original: The Contours, 1962                                                           |
| 1963 | I Can Dance                       | — | UK31 (8 Wo.)UK | — | Erstveröffentlichung: 22. November 1963 Brian Poole and the Tremeloes Autor: John Jeeves                                                                                        |
| 1964 | Candy Man                         | — | UK6 (13 Wo.)UK | — | Erstveröffentlichung: 24. Januar 1964 Brian Poole and the Tremeloes Autoren: Fred Neil, Beverly Ross Original: Steve Lawrence, 1959                                             |
| 1964 | Someone, Someone It’s About Time  | — | UK2 (17 Wo.)UK | US97 (2 Wo.)US | Erstveröffentlichung: 1. Mai 1964 Brian Poole and the Tremeloes Autoren: Edwin Greines, Norman Petty Original. The Crickets, 1960                                               |
| 1964 | Twelve Steps to Love              | — | UK32 (7 Wo.)UK | — | Erstveröffentlichung: 14. August 1964 Brian Poole and the Tremeloes Autoren: Gary Hart, John Carson, John Marascalco Original: The Electras, 1961                               |
| 1965 | Three Bells                       | — | UK17 (10 Wo.)UK | — | Erstveröffentlichung: 27. November 1964 Brian Poole and the Tremeloes Musik: Jean Villard; engl. Text: Bert Reisfeld Original: Édith Piaf et les Compagnons de la Chanson, 1946 |
| 1965 | I Want Candy Brian Poole Is Here! | — | UK25 (8 Wo.)UK | — | Erstveröffentlichung: 16. Juli 1965 Brian Poole and the Tremeloes Autoren: Gerald Goldstein, Bert Russell, Richard Gottehrer, Bob Feldman Original: The Strangeloves, 1965      |

Weitere Singles
- 1962: Twist Little Sister (Brian Poole and the Tremeloes; VÖ: 20. April)
- 1962: Blue (Brian Poole and the Tremeloes; VÖ: 21. September)
- 1963: A Very Good Year for Girls (Brian Poole and the Tremeloes; VÖ: Januar)
- 1963: Keep on Dancing (Brian Poole and the Tremeloes; VÖ: März)
- 1965: After Awhile (Brian Poole and the Tremeloes; VÖ: 9. April)
- 1965: Good Lovin’ (Brian Poole and the Tremeloes; VÖ: 5. November)
- 1966: Hey Girl / Please Be Mine (VÖ: 13. Mai)
- 1966: Everything I Touch Turns to Tears (VÖ: November)
- 1967: That Reminds Me Baby (VÖ: April)
- 1967: Just How Loud (VÖ: 12. Oktober)
- 1969: Send Her to Me (Brian Poole and the Seychelles; VÖ: 7. März)
- 1969: What Do Women Most Desire (Brian Poole and the Seychelles; VÖ: 25. Juli)
- 1974: Rag Doll (The Tremeloes feat. Brian Poole)
- 1975: Satisfied (Brian Poole and Carousel; VÖ: 22. August)
- 1983: Do You Love Me – Twist and Shout (Brian Poole and Tramline; VÖ: April)